# Glen (Mississippi)
Glen è una città (town) degli Stati Uniti d'America, situata nella contea di Alcorn, nello Stato del Mississippi.